# Simanga Shiba
Simanga Shiba (ur. 5 grudnia 1987) − suazyjski bokser, brązowy medalista igrzysk Wspólnoty Narodów (2006).

## Kariera amatorska
W 2006 reprezentował Suazi na igrzyskach Wspólnoty Narodów w Melbourne. Rywalizację w kategorii papierowej rozpoczął od punktowego zwycięstwa nad Casiusem Chiyaniką, którego pokonał 32:16. W kolejnym pojedynku pokonał na punkty reprezentanta Irlandii Północnej Patricka Barnesa, którego pokonał przewagą punktową 37:34. Półfinałowy pojedynek przegrał z Jafetem Uutonim, z którym przegrał wyraźnie na punkty (16:34). Shiba zdobył brązowy medal w kategorii papierowej. W 2007 został brązowym medalistą mistrzostw Afryki w Antananarivo. W półfinale przegrał z reprezentantem Ghany Manyo Plange. 
W styczniu 2008 brał udział w kwalifikacjach olimpijskich dla Afryki. Shiba przegrał w ćwierćfinale z Suleimanem Bialim jednak dostał dziką kartę od AIBA, która była przepustką na igrzyska olimpijskie w Pekinie. Shiba nie wystąpił jednak na igrzyskach olimpijskich.
W 2007 i 2009 był uczestnikiem mistrzostw świata jednak kończył rywalizację na pierwszych potyczkach.